# Nicolas Boukhrief
Nicolas Boukhrief est un réalisateur et scénariste français né le 2 juin 1963,. Il grandit à Antibes. Après avoir fondé la revue de cinéma Starfix avec Christophe Gans, il se lance dans le cinéma comme scénariste puis réalisateur. Ses références sont, entre autres,  Murnau, Christopher Nolan, Mario Bava, Dario Argento, Terence Fisher.
Nicolas Baby, l’ancien bassiste de FFF, a composé la musique de quatre de ses films, Le Plaisir (et ses petits tracas), Le Convoyeur, Cortex et Gardiens de l'ordre.

## Filmographie

### Réalisateur et scénariste
- 1995 : Va mourire
- 1998 : Le Plaisir (et ses petits tracas)
- 2003 : Le Convoyeur[8]
- 2008 : Cortex[9]
- 2009 : Gardiens de l'ordre
- 2015 : Made in France[10]
- 2016 : La Confession[11],[12]
- 2017 : Un ciel radieux (téléfilm)[13]
- 2019 : Trois Jours et une vie[14]
- 2024 : Comme un fils

### Scénariste
- 1993 : Tout le monde n'a pas eu la chance d'avoir des parents communistes de Jean-Jacques Zilbermann (coscénariste)
- 1997 : Assassin(s) de Mathieu Kassovitz (coscénariste)
- 2005 : Silent Hill de Christophe Gans (coécriture du traitement)
- 2010 : L'Italien d'Olivier Baroux (coscénariste)
- 2021 : Délicieux d'Éric Besnard (coscénariste)

### Acteur
- 1995 : Va mourire
- 1997 : Assassin(s)